# Jaciment arqueològic del Turó
El Turó o Granja de la Passada és un jaciment prehistòric del municipi de Sant Quintí de Mediona (l'Alt Penedès), inclòs a l'Inventari del Patrimoni Arqueològic i Paleontològic de Catalunya.
Aquest jaciment ha estat identificat com un taller o centre de producció i explotació de sílex i les seves cronologies són del Paleolític Inferior Mitjà-Indiferenciat (-120000/-50000) i del Paleolític mitjà (-90000/-33000).

## Descobriment i historiografia
El jaciment està situat en una zona de vinyes i ametllers al sector nord-est de La Passada, en una àrea amb part de bosc, i al marge esquerre del Riudebitlles, al nord de La Noguera. Les primeres informacions que es tenen d'aquest jaciment provenen de P. Giró que el va identificar com una extensió de la localització dels tallers de la zona de "Les Deus", dins el municipi i el riu. Per altra banda entre els anys 1979-80 A. Freixas membre de la Secció d'Arqueologia del Museu de Vilafranca del Penedès, va fer dur a terme una sèrie de prospeccions a la zona. Aquest jaciment és un dels que A. Freixas va identificar individualment a la zona juntament amb uns altres 5, Jaciment arqueològic del Turó de la Noguera, Jaciment arqueològic de Passada-Nogueres, Jaciment arqueològic de La Bòria-La Passada i Jaciment arqueològic de les Barquies, tots ells amb restes d'indústria lítica en superfície.

## Troballes arqueològiques
Es creu que la majoria del material que es conserva al Museu de Vilafranca del Penedès en sílex i siglat com "La Bòria" ha de ser de "La Passada", ja que "La Bòria" és descrita com un aflorament de conglomerats amb quarsos,i d'aquests no se'n conserven. Hi ha també rascadores transversals i un bifaç que estan adscrits a "La Passada" en el diaris de Pere Giró, però que estan siglats com de "La Bòira". El material és datat com del Paleolític mitjà, sent un mosterià de tradició axeliana o amb restes d'un moment anterior del Paleolític Inferior Final. Una altra confusió de la qual es té constància en vers els materials és la descripció de quatre destrals descrites en les publicacions de P. Giró de 1962 i 1979, que en realitat són tres rascadores i un bifaç.